# Рея Сільвія
Рея (Реа) Сільвія (Latin: [ˈreːa ˈsɪɫu̯ia]), також відома як Ілія була міфічною матір'ю близнюків Ромула та Рема, які заснували Рим. Її історія описана в першій книзі Ab Urbe Condita Libri з Лівія,також і в Римській історії Кассія Діона. У легенді про Рею Сільвію розповідається те, як Марс зґвалтував її, коли вона була весталкою, і в результаті цього вона народила Ромула та Рема. Дана подія багато разів зображена в римському мистецтві: історія згадувалася і в «Енеїді», і в творах Овідія.
На честь Реї Сільвії названий астероїд, супутники якого мають назву Ромул і Рем.

## Легенда

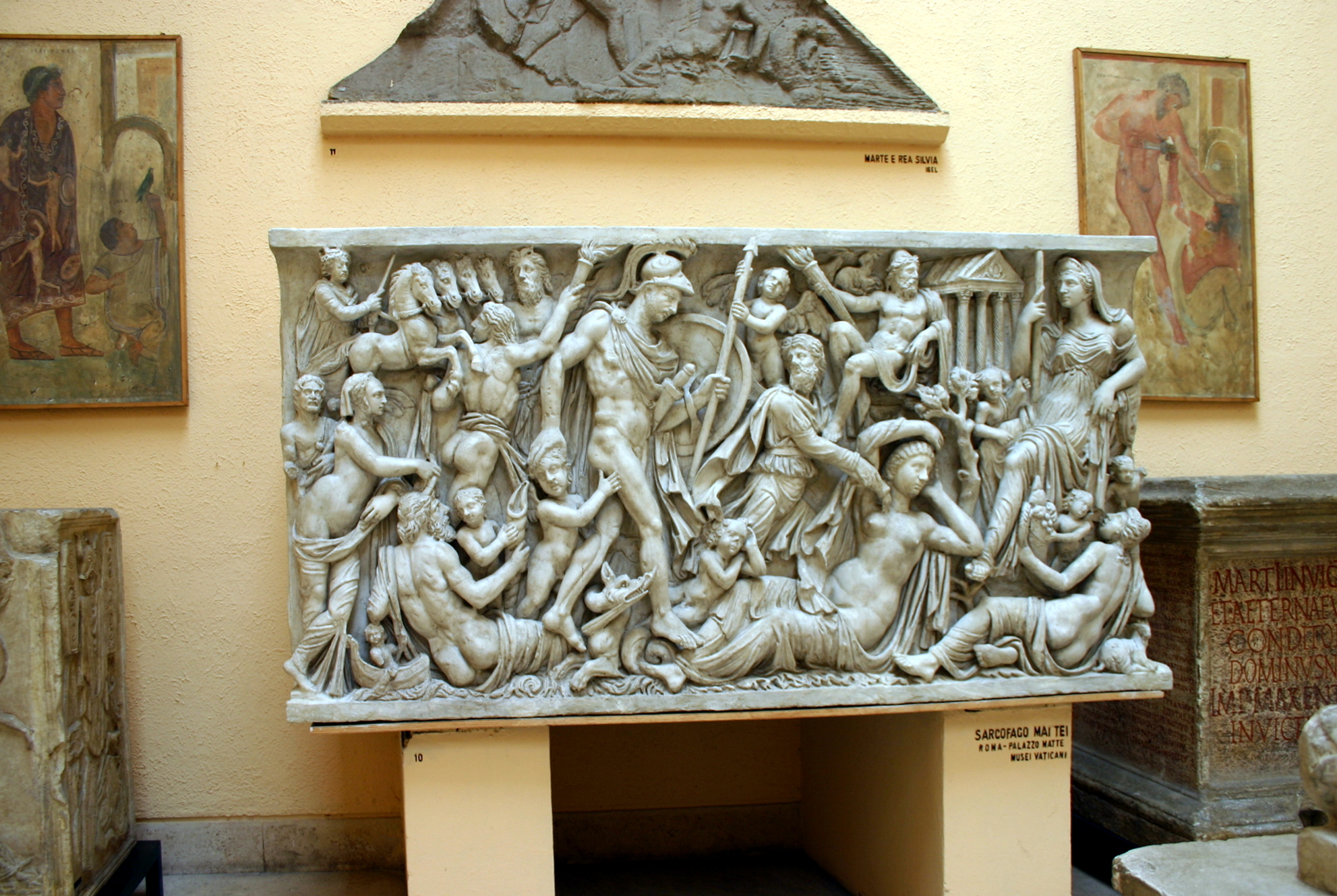
Символічне зображення міфу про Рею Сільвію на саркофазі в палаццо Маттеї. Більшість елементів історії можна знайти в сцені, що тут відображена. Центральною фігурою є Марс, він проходить повз Рею Сільвію, яку присипляє Сомнус, виливаючи на неї сік сну з рогу. Вовк — є уособленням річки, а храм Вести — це усі присутні.

Згідно з розповіддю Лівія, Рея Сільвія була дочкою Нумітора, царя Альба-Лонги, і походила від Енея. Молодший брат Нумітора Амулій захопив трон і вбив свого брата, а потім змусив Рею Сільвію стати весталкою, жрицею богині Вести. Оскільки весталки не могли бути у шлюбі, це гарантувало, що рід Нумітор не буде мати спадкоємців. Однак Рея завагітніла близнюками Ромулом і Ремом від бога Марса.

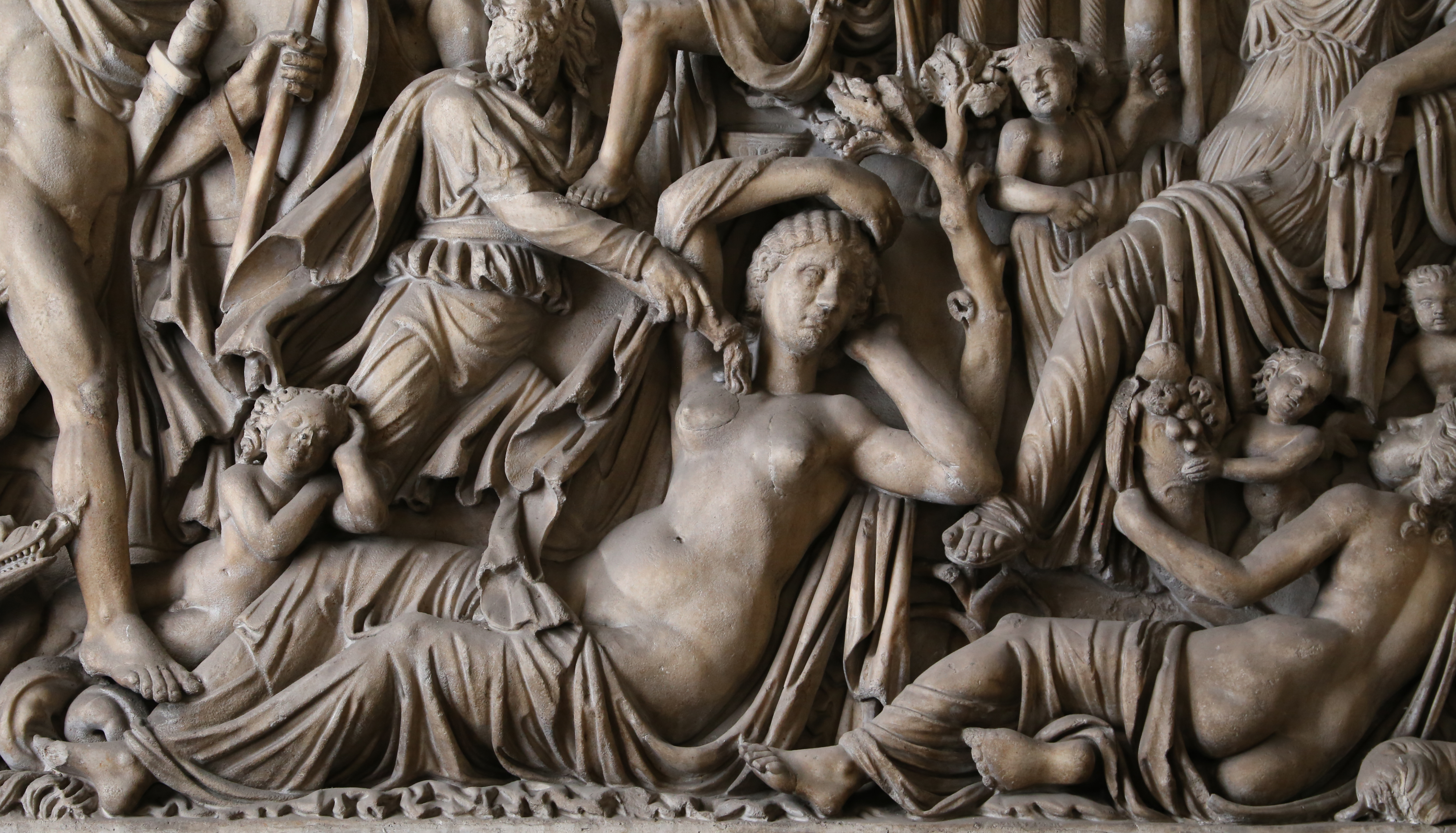
Рея Сільвія зображена на саркофазі

За словами Плутарха, вона повірила в це, тому що бачила, як про її дітей доглядають дятел і вовк — тварини, які були священні для Марса. У розповіді йдеться про те, що Рея Сільвія пішла в священний для Марса гай, щоб набрати воду для використання в храмі. Тут вона зустріла Марса, який намагався її зґвалтувати, вона забігла в печеру, щоб втекти від нього, але марно. Згодом Марс пообіцяв, що її діти будуть чудовими. Пізніше римський історик Лівій поставив під сумнів ці твердження про батьківство її дітей.
Богиня Веста, для того щоб показати своє невдоволення і неприйняття дітей Реї Сільвії, змусила погасити священний вогонь у її храмі, потрясла свій вівтар і закрила очі свого образу. За словами Еннія, богиня Венера була більш прихильною до Реї Сільвії та її тяжкого становища.

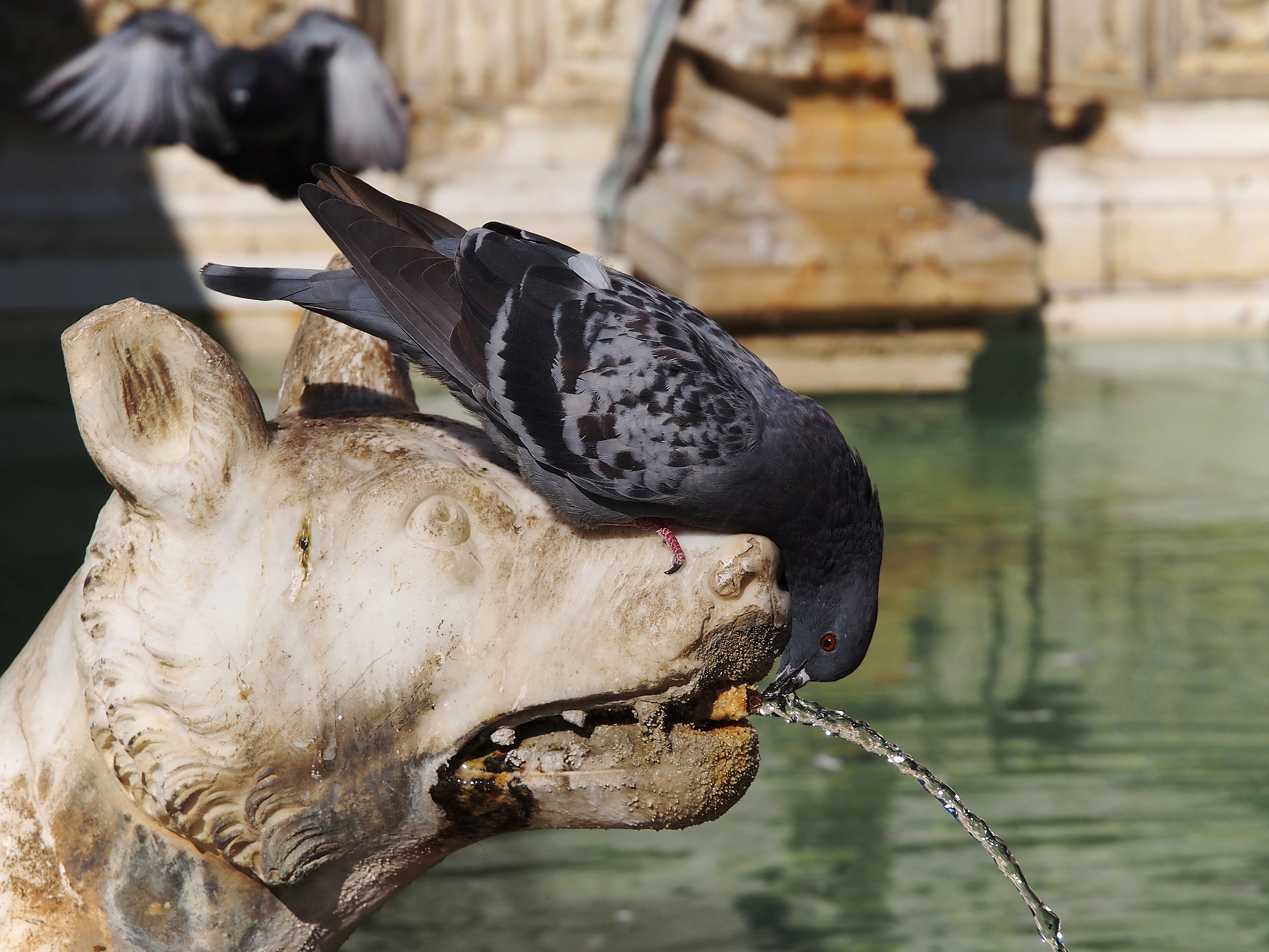
Вовчиця (лупа) у Фонте Гайя, 14 ст

Коли Амулій дізнався про народження Ромула і Рема, він ув'язнив Рею Сільвію і наказав своєму слузі вбити маленьких близнюків. Але слуга виявив милосердя і відпустив їх на річку Тибр, яка, розлившись, залишила немовлят у водоймі біля берега. Там вовчиця («лупа»), яка щойно втратила власних дитинчат, знайшла і вигодувала їх. Рея Сільвія була врятована від смерті завдяки заступництву дочки Амулія — Анті. Проте, за словами Овідія, Рея Сільвія в кінцевому результаті сама кинулася в Тибр.
Через роки Ромулу і Ремові вдалося скинули Амулія. Потім вони відправилися засновувати Рим.

## У римському мистецтві

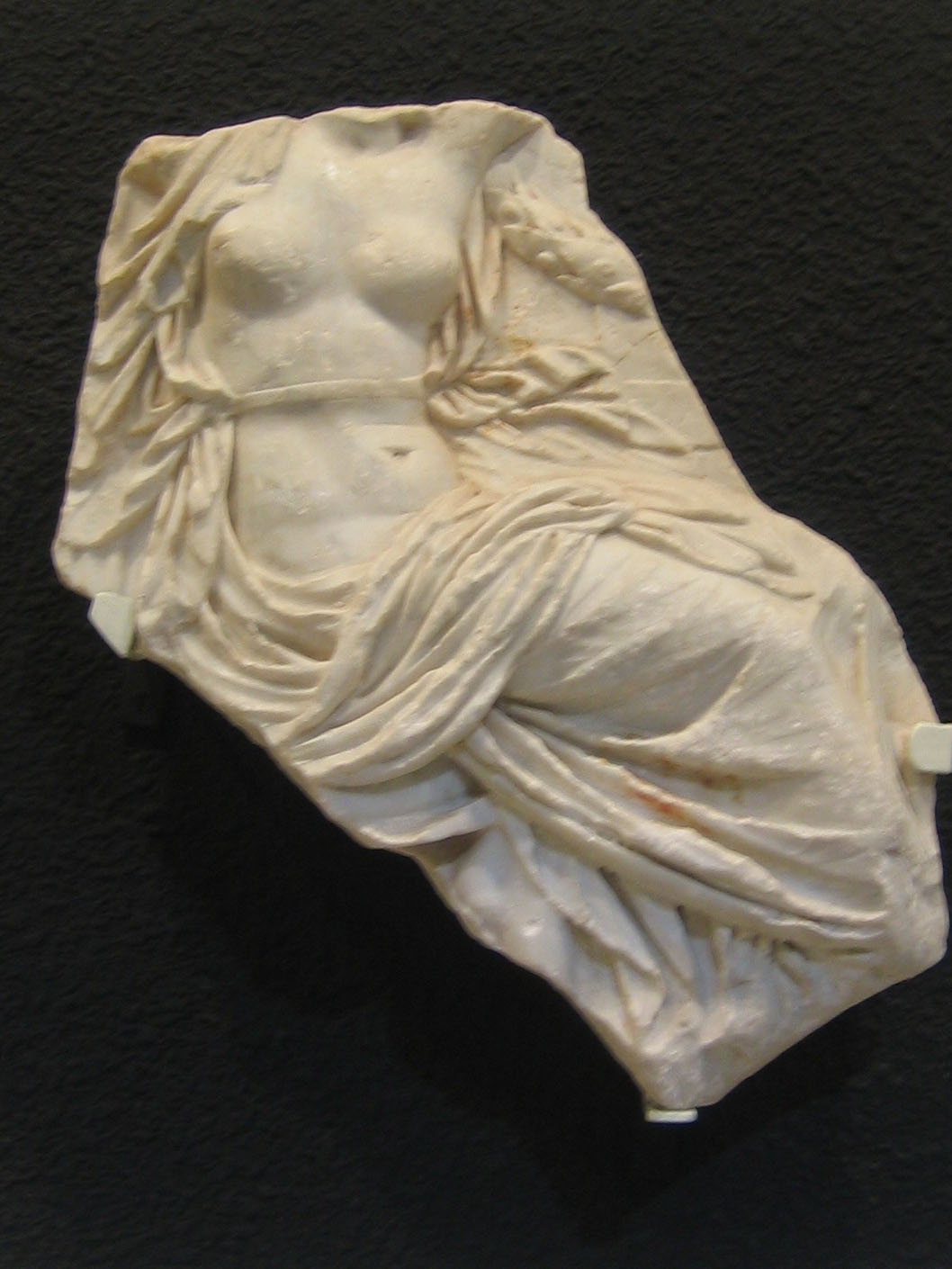
Рея Сільвія, торс з римського театру Картахена, Іспанія. який був знову відкритий у 1988 році.

Незважаючи на те, що Лівій евгемеристично і реалістично розкриває цей міф, можна зрозуміти, що історія про те, як Марс зґвалтував Рею Сільвію, продовжувала набувати широкого визнання. Це можна помітити у повторювальності теми Марса, що відкриває Рею Сільвію в римському мистецтві: на барельєфі вівтаря Казалі (музеї Ватикану), у вигравірованому склі на Портлендській вазі (Британський музей) або на саркофазі в Палаццо Маттеї. Відкриття Марсом Реї Сільвії є прототипом «сцени винаходу» («сцена відкриття»), розповсюдженої в римському мистецтві; у грецьких прикладах подаються Діоніс і Аріадна або Селена та Ендиміон.
Портлендська ваза містить сцену, яка була інтерпретована як зображення «винаходу» або ж наближення Реї Сільвії Марсом.
У Національному Романському музеї є зображення Реї Сільвії, яка спить під час зачаття Ромула і Рема на рельєфі.

## У римській літературі
Якщо звертатися до версії, яка представлена Овідієм, саме річка Аніо змилується над нею і запрошує її правити його царством.
В «Енеїді» Анхіз пророкує, що Рея Сільвія народить Ромула і Рема від Марса.
Виношування Ромула Реєю Сільвією також згадується в римському творі «Чування Венери».

## Академічні аналізи
- У статті Розанни Лауріоли Рея Сільвія постає як приклад того, що жертви зґвалтування в римських міфах цінуються більше як матері й каталізатори змін, ніж як окремі особи.[27]
- У статті Ревіки Гершт і Соні Мурінк зображення зґвалтування Реї Сільвії Марсом поділяють на цілих сім типів.[28]

## Сучасна література
- У науково-фантастичній повісті Девіда Дрейка «Принести світло» головний герой, який подорожує в часі, зустрічає повністю людську Рею Сільвію як симпатичну селянку, що живе в маленькій пастушій громаді на Палатинському пагорбі, яке стане містом Рим.[29]
- У романі Ріка Ріордана Аннабет Чейз зустрічається зі Реєю Сільвією та богом річки Тибр у образах персонажів Одрі Гепберн і Грегорі Пека з фільму «Римські канікули».[30]